# Tipvogn
Tipvogn er en transportvogn indrettet således, at vognkassen ved aflæsning kan vippes (tippes) om i en skrå stilling, så at indholdet glider ud. De anvendes fortrinsvis til jordarbejde, men også i landbruget (sukkerroer) og i industrielt øjemed. Fra gammel tid har man kendt vogne, som kunne aflæsses ved vipning af vognkassen (for eksempel mergelkasser), men navnet tipvogn bruges kun om vogne, der er bestemt til at køre på et skinnespor. De har sædvanlig 4 hjul, som er fastkilede på de 2 aksler, hvis lejer er boltede under en ramme, der danner undervognen. 
Små vogne, indtil 1 m3 kasserumfang, bygges sædvanlig helt af jern. Vognrammen af profiljern og vognkassen af tynde pladejern forstærket i kanterne med vinkeljern. Kassens tværsnit er oftest en ligesidet firkant med toppunktet vendende nedad og afrundet. Vognkassens endestykker kan hver have to tætsiddende tappe lidt lavere end tyngdepunktet for den fyldte kasse, og disse tappe hviler i hak på en lodret bøjle ved hver ende af undervognen og tjener som tipakser, hver for tipning til sin side. Idet kassen tipper, fanges den frie tap af en krog, så at vognkassen ikke kan glide af. I stedet for tappe kan kassens endestykker have dels et pånittet vandret vinkeljern, der kan vugge på undervognens afrundede bærebøjler, dels en tap, der under tipningen fanges af en krog på understellet, hvorved bevægelsen begrænses. 
De større vogne, indtil 2 m3 jord, bygges oftest med undervogn af tømmer og firkantet plankekasse, hvis ene sidestykke hænges på kassens forlængede hjørnestolper, så at det kan svinge ud under tipningen, når tilholderkrogene er slået fra. Tipaksen ligger under vognbunden med lejer på undervognen sædvanlig parallelt med sporet, så at vognen bliver en sidetipper ligesom jernvognene; men i modsætning til disse kan trækassen kun tippes til den ene side, og skal de bruges modsat, må vognen løftes af sporet og vendes. Tipaksen kan — både for jern- og for trævogne — lægges parallelt med vognakslerne, så at kassen kan tippe fremefter, og vognen kaldes da en fortipper.